# 本田真凜
本田 真凜（ほんだ まりん、英: Marin Honda, 2001年〈平成13年〉8月21日 - ）は、日本のフィギュアスケート選手（女子シングル）。2016年世界ジュニア選手権優勝。2015年ジュニアグランプリファイナル3位。明治大学卒業。マネジメントはヒーローズマネジメント株式会社。

## 人物
京都府京都市伏見区出身。血液型はA型。
5人兄弟の次女（3番目）で、一般人の姉と兄の太一、そして望結と紗来の2人の妹がいる。太一、望結、紗来もフィギュアスケーターであり、望結と紗来は女優としても活動している。また、望結と紗来と共にオスカープロモーションに所属していた時期もあった。
2歳でスケートを始め、他にアイスホッケー、水泳、体操、テニス、ピアノ、絵画教室を掛け持ちしていた。
関西大学初等部および同中等部卒業。関西大学高等部1年次修了後に、練習拠点をアメリカへ移すとともに青森山田高等学校普通科スポーツコース2年次へ編入学。2018年7月、日本航空がアイススケート部を創設するとともに、スポンサー契約から所属契約へと移行した。編入学した青森山田高校では堀田賢慎が同学年にいた。2020年に明治大学に入学し、2024年に卒業した。
1番好きな選手や憧れ、尊敬している選手は荒川静香である。トリノオリンピックの荒川の演技を観て、オリンピックを目指す様になった。
2017年、望結（読売中高生新聞担当）と紗来（読売KODOMO新聞担当）とともに、読売新聞のPR活動を担う「読売新聞アンバサダー」の読売新聞担当に就任した。
卓球選手の伊藤美誠と仲が良く、休みの日には良く二人で遊びに出かけている。他には、将棋棋士の藤井聡太のファン。
2020年春に明治大学に進学し、スケート部に在籍。練習拠点やコーチ変更はないという。

## 経歴

### ノービス時代
2011年、全日本ノービス選手権（ノービスB） に初出場し2位となる。これによりノービス強化選手に指定され、翌2012年3月、初の海外公式戦であるチャレンジカップデブスクラス（ノービス未満）に出場し優勝。
2012年、全日本ノービス選手権（ノービスB）では歴代最高得点をマークして優勝。2013年トリグラフ杯ノービスクラスに出場し優勝する。2013年世界国別対抗戦には開催国の招待選手としてエキシビションに参加した。
2013-14シーズンより日本スケート連盟のフィギュアスケート強化選手に初めて選ばれる。2013年アジアフィギュア杯と2014年プランタン杯のノービスクラスではそれぞれ2位に入賞。同シーズンの全日本ノービス選手権（ノービスA）では3位となり、全日本ジュニア選手権ではショート13位からフリーで2位と大逆転し、総合5位に入る。
2014-15シーズン、2014年アジアフィギュア杯のノービスクラスで3位入賞、2015年ババリアンオープンのノービスクラスでは優勝する。2014年NHK杯のエキシビションに開催国の招待選手として参加。同年の全日本ノービス選手権（ノービスA）では青木祐奈に次いで2位となり、全日本ジュニア選手権ではショート7位からフリー2位につけ総合4位に入る。2014年12月18日、ステファン・ランビエールがプロデュースして開催された日本・スイス国交樹立150周年記念アイスショー「アイス・レジェンド」に、未来を担うスケーターとして島田高志郎と共に参加。

### ジュニア時代

#### 2015-2016シーズン
2015-16シーズン、初戦の2015年アジアフィギュア杯ではジュニアクラスに出場し、青木祐奈に次いで2位に入る。ISUジュニアグランプリシリーズに初参戦し、JGPコロラドスプリングスではショートで首位に立ち、フリーではミスが出て4位だったものの総合では白岩優奈に次いで2位に入った。JGPクロアチア杯ではショート3位からフリーでは1位となり逆転優勝し、ジュニアグランプリファイナル進出を決めた。全日本ジュニア選手権では6位となる。ジュニアグランプリファイナルでは銅メダルを獲得した。初出場となった全日本選手権では総合9位となり、この結果、2016年世界ジュニア選手権の代表に初選出された。
2016年世界ジュニア選手権ではショート、フリーともに自己ベストを大きく更新し、初出場ながら優勝を達成した。日本が女子シングルで世界ジュニア選手権を制したのは2010年の村上佳菜子以来6年ぶりであり、ジュニア1年目で世界ジュニア選手権優勝は2013年のエレーナ・ラジオノワ以来3年ぶりであった。

#### 2016-2017シーズン

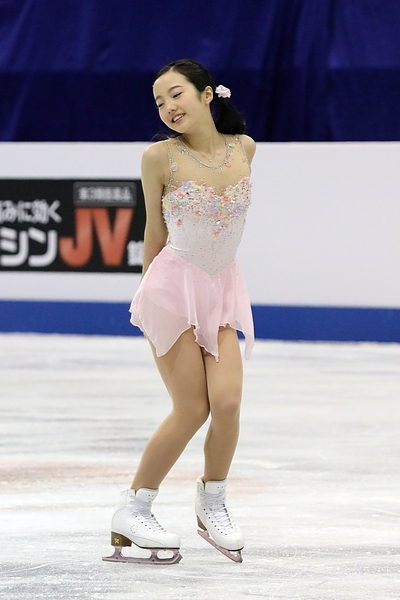
2017年世界ジュニア選手権での演技

2016-17シーズン、初戦の2016年アジアフィギュア杯のジュニアクラスで優勝。JGP横浜・JGPリュブリャナ杯でともに2位となり、2年連続のJGPファイナル進出を決める。
4度目の出場となった全日本ジュニア選手権ではショートで2位に付けたものの、フリーでは精彩を欠き6位となったが、自身初の表彰台となる3位となった。
2016年11月21日、日本航空とスポンサー契約を締結した事が発表される。
2016年12月9日、2度目の出場となったジュニアグランプリファイナルでは優勝候補であったが、開催地への移動中に体調を崩し、会場での初日公式練習には参加したものの、ショートプログラム当日にインフルエンザの感染が判明した為棄権となった。2度目の出場となった全日本選手権では総合4位。全国中学校スケート大会で初優勝。
2017年3月、台北市で開催された世界ジュニア選手権では、ショートとフリー共にパーソナルベストを更新し、ジュニア選手として史上2人目の200点超となる201.61点をマークしたものの、2位となり連覇を逃した。
2017年4月、2017年世界国別対抗戦に開催国の招待選手としてエキシビションに参加した。

### シニア時代

#### 2017-2018シーズン

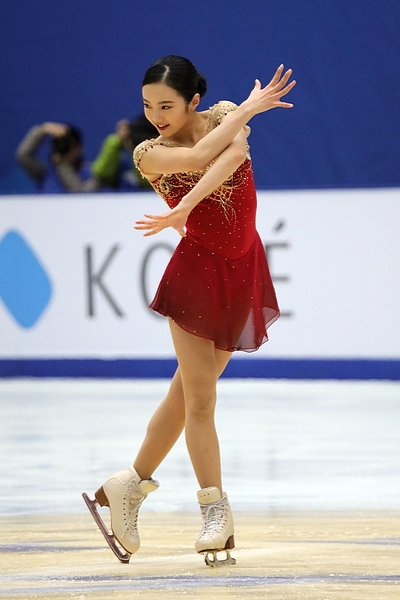
2017年中国杯での演技

2017年7月2日、プログラム曲を発表した。ショートは「ジェラシー」と「ラ・クンパルシータ」、フリーは「トゥーランドット」。シーズン突入直前の8月末に「自分の中で衝撃なぐらい素敵な曲に出会った」として、ショートの曲の変更を表明、初戦となったUSインターナショナルクラシックは、ショートを前年の曲に差し替えて演技し優勝した。初参戦となったISUグランプリシリーズのスケートカナダでは、ショートで新プログラム「The Giving」を披露。準備期間が短かった事もあり、転倒等のミスが相次ぎ10位と大きく出遅れたが、フリーでは大きなミスなくまとめ3位、トータルでは5位となった。連戦となった中国杯も5位と表彰台には届かず、ファイナル進出を逃した。
平昌オリンピックの代表選考がかかった全日本選手権では、ショートではジャンプにミスが出て6位、フリーでも後半のジャンプにミスが出て9位。トータルでは7位と不本意な成績に終わり、夢のオリンピック選出とはならなかった。
2018年4月、コーチをラファエル・アルトゥニアンに変更し、幼少期から師事した濱田美栄コーチのもとを離れ兄の太一と共にアメリカへ拠点を移した。

#### 2018-2019シーズン
2018年7月10日、日本航空アイススケート部と所属契約を締結、同年7月25日にIMGとマネジメント契約を締結したことが発表された。
シーズン初戦となった2018年ネーベルホルン杯では、ショートでの転倒やフリーでの回転不足等ミスが相次いで6位に。ISUグランプリシリーズのスケートアメリカでも、ショートで4位につけたもののフリーで全ての3回転ジャンプで転倒するなどミスが相次ぎ総合8位に留まった。次戦のフランス国際ではショートで4位の位置につけたが、フリーでは6位に落ちて総合6位とまたしても表彰台に届かず、GPファイナル進出もならなかった。
4年連続4回目の出場となった第87回全日本選手権は、ショートで3回全てジャンプの失敗が響いて18位と大きく出遅れる。巻き返しを図ったフリーでも精彩を欠いて15位、結局は総合15位に終わった。

#### 2019-2020シーズン
2019年7月、中京大学のアイスリンクにて、日本国内でのコーチとして本田武史から教えを受けていることを明かした。
シーズン初戦のCS ネーベルホルン杯では、SP6位・フリー5位の総合5位。ISUグランプリシリーズのスケートカナダの本番前、男子シングルの田中刑事と共にタクシーの乗車中に、交通事故に見舞われるアクシデントに遭い、右足脛部に打撲傷を負ったが、当試合へ強行出場を決める。結果、SPでは10位と大きく出遅れるも、フリーでは挽回して6位の総合6位に入る。次戦の中国杯では、SPは6位の発進だったが、フリーではミスが響いて7位の総合7位に終わり、GPファイナル進出を逃した。
5年連続5回目の出場となった第88回全日本選手権は、SPで大きな失敗無くまとめて6位のスタートだった。期待されたフリーだったが、最初の3回転ルッツを転倒するなどで8位、総合順位は8位に留まった。

#### 2020-2021シーズン
2020年10月のジャパンオープン2020に出場予定であったが、右肩脱臼のため欠場。シニアで初めての地区予選を経験することになった東京選手権では総合7位。フリーでは誤ってエキシビジョン用の音源を提出してしまっていたため、ほぼ即興で4分間を演じた。東日本選手権でも総合10位と苦戦を強いられたが、全日本選手権の出場権を獲得。総合9位に終わったNHK杯の後、佐藤信夫コーチの元で練習を積んでいる。
6年連続6回目の出場を迎えた第89回全日本選手権は、当日朝の公式練習の準備中にめまいで倒れ、ホテルに戻り安静にしていたが症状が残っていたため棄権した。

#### 2021-2022シーズン
2021年度、日本スケート連盟の強化選手からは外れ、大学限りでの引退も示唆。
東京選手権は12位、東日本選手権は5位で通過し、7年連続して全日本選手権への進出が決定。2年ぶり6度目の出場だった第90回全日本選手権は、SP23位・フリー21位の総合21位。

#### 2022-2023シーズン
東京選手権は8位、東日本選手権は6位で通過して臨んだ第91回全日本選手権はSPで51.81点の26位となり、上位24人によるフリーに進めなかった。

#### 2023-2024シーズン
東京選手権は12位、東日本選手権は5位で通過。しかし第92回全日本選手権はSPで44.42点の28人中最下位となり、上位24人によるフリーに2年連続で進むことができなかった。
2024年1月5日、同季限りでの引退を表明。1月11日、引退記者会見を行い、プロスケーターへの転向を表明した。
2024年1月28日、フジテレビ系フィギュアスケートスペシャルフィールドキャスターに就任。
2025年9月5日公開の映画『カラダ探し THE LAST NIGHT』で女優デビュー。

## 技術・演技
アクセルを除く5種類の3回転ジャンプを11歳でマスターした。コンビネーションでは、3回転ルッツ・フリップ・ループ・サルコウ・トゥーループ・2回転半アクセルの後に3回転トゥーループをつける事が出来る。表現力に定評があり、中学1年の時点で髙橋大輔から「ちょっとした体の動かし方が色っぽさがある」「雰囲気とか、魅力的な目を引くものを持っている」と評されている。
2018-2019シーズンから本田を指導するアルトゥニアンは、以前から本田のことを「ずば抜けた才能を持つ女の子」と認識していた事を明かし、「美しさと芸術的な表現力。滑っている姿を何度でも、いつまでも見ていたいと思わせるスケーター」と評価する一方で、本田の良さでもある独創性は即興で練習内容を変えてしまうようなコンシステンシー（一貫性）を欠く部分にもつながっていると指摘、「まだ持っている能力の30％しか使っていない」と語った。

## 記録
- ジュニア女子フリースケーティングスコア世界最高記録（128.64）、2016年ジュニアグランプリ横浜（同年アナスタシヤ・グバノワが更新）
- ジュニア女子2人目となるISU大会での200点超え（2017年世界ジュニア選手権）

## 主な戦績
| 大会/年                  | 2011-12  | 12-13    | 13-14    | 14-15    | 15-16    | 16-17    | 17-18    | 18-19    | 19-20    | 20-21    | 21-22    | 22-23    | 23-24    |
| 国際大会                 | 国際大会 | 国際大会 | 国際大会 | 国際大会 | 国際大会 | 国際大会 | 国際大会 | 国際大会 | 国際大会 | 国際大会 | 国際大会 | 国際大会 | 国際大会 |
| ------------------------ | -------- | -------- | -------- | -------- | -------- | -------- | -------- | -------- | -------- | -------- | -------- | -------- | -------- |
| GP NHK杯                 |          |          |          |          |          |          |          |          |          | 9        |          |          |          |
| GP フランス国際          |          |          |          |          |          |          |          | 6        |          |          |          |          |          |
| GP 中国杯                |          |          |          |          |          |          | 5        |          | 7        |          |          |          |          |
| GP スケートカナダ        |          |          |          |          |          |          | 5        |          | 6        |          |          |          |          |
| GP スケートアメリカ      |          |          |          |          |          |          |          | 8        |          |          |          |          |          |
| CS ネーベルホルン杯      |          |          |          |          |          |          |          | 6        | 5        |          |          |          |          |
| CS USクラシック          |          |          |          |          |          |          | 1        |          |          |          |          |          |          |
| 世界Jr.選手権            |          |          |          |          | 1        | 2        |          |          |          |          |          |          |          |
| JGP ファイナル           |          |          |          |          | 3        | 棄権     |          |          |          |          |          |          |          |
| JGP リュブリャナ杯       |          |          |          |          |          | 2        |          |          |          |          |          |          |          |
| JGP 横浜                 |          |          |          |          |          | 2        |          |          |          |          |          |          |          |
| JGP クロアチア杯         |          |          |          |          | 1        |          |          |          |          |          |          |          |          |
| JGP コロラドスプリングス |          |          |          |          | 2        |          |          |          |          |          |          |          |          |
| アジアフィギュア杯       |          |          | 2 N      | 3 N      | 2 J      | 1 J      |          |          |          |          |          |          |          |
| ババリアンオープン       |          |          |          | 1 N      |          |          |          |          | 2        |          |          |          |          |
| プランタン杯             |          |          | 2 N      |          |          |          |          |          |          |          |          |          |          |
| トリグラフトロフィー     |          | 1 N      |          |          |          |          |          |          |          |          |          |          |          |
| チャレンジカップ         | 1 D      |          |          |          |          |          | 3        |          |          |          |          |          |          |
| 国内大会                 |          |          |          |          |          |          |          |          |          |          |          |          |          |
| 全日本選手権             |          |          |          |          | 9        | 4        | 7        | 15       | 8        | 棄権     | 21       | 26       | 28       |
| 全日本Jr.選手権          |          |          | 5        | 4        | 6        | 3        |          |          |          |          |          |          |          |
| 全日本ノービス選手権     | 2 B      | 1 B      | 3 A      | 2 A      |          |          |          |          |          |          |          |          |          |
| 団体戦                   |          |          |          |          |          |          |          |          |          |          |          |          |          |
| ジャパンオープン         |          |          |          |          |          |          | 2        |          |          |          |          |          |          |

- A - Aクラス
- B - Bクラス
- D - デブスクラス
- N - ノービスクラス
- J - ジュニアクラス

### 詳細

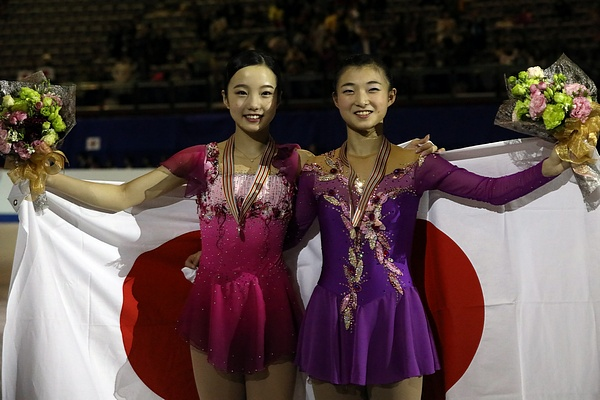
2017世界ジュニア選手権銀メダル

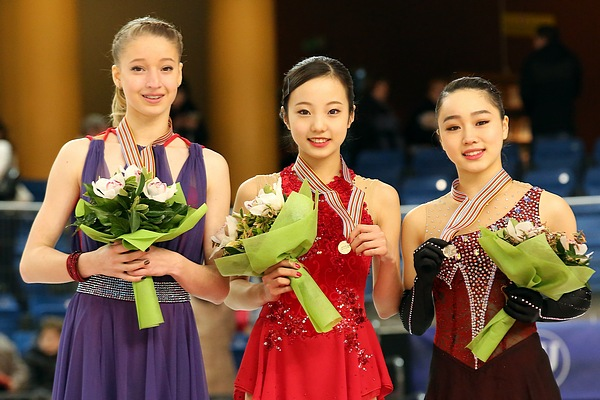
2016世界ジュニア選手権金メダル

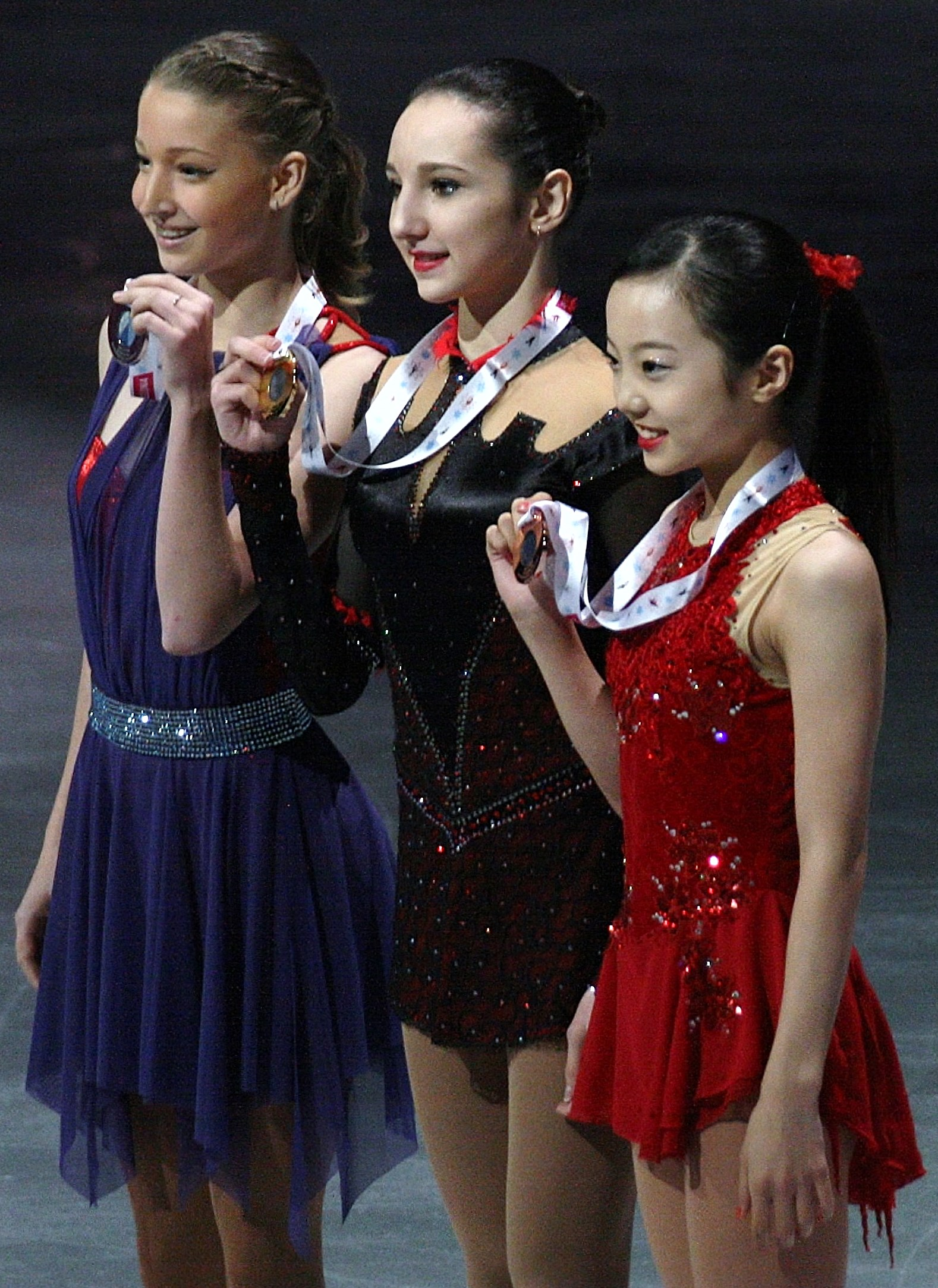
2015/2016 ISUジュニアグランプリファイナル

| 2023-2024 シーズン    |                                              |          |    |          |
| 開催日                | 大会名                                       | SP       | FS | 結果     |
| 2023年12月20日 - 24日 | 第92回全日本フィギュアスケート選手権（長野） | 28 44.42 | -  | 28 44.42 |

| 2022-2023 シーズン    |                                              |          |    |          |
| 開催日                | 大会名                                       | SP       | FS | 結果     |
| 2022年12月21日 - 25日 | 第91回全日本フィギュアスケート選手権（門真） | 26 51.81 | -  | 26 51.81 |

| 2021-2022 シーズン    |                                                  |          |           |           |
| 開催日                | 大会名                                           | SP       | FS        | 結果      |
| 2021年12月22日 - 26日 | 第90回全日本フィギュアスケート選手権（さいたま） | 23 55.73 | 21 100.80 | 21 156.53 |

| 2020-2021 シーズン    |                                                   |         |           |          |
| 開催日                | 大会名                                            | SP      | FS        | 結果     |
| 2020年12月24日 - 27日 | 第89回全日本フィギュアスケート選手権（長野）      |         |           | 棄権     |
| 2020年11月27日 - 29日 | 2020年NHK杯国際フィギュアスケート競技大会（門真） | 9 58.30 | 11 104.27 | 9 162.57 |

| 2019-2020 シーズン    |                                                                  |          |          |          |
| 開催日                | 大会名                                                           | SP       | FS       | 結果     |
| 2020年2月3日 - 9日    | 2020年ババリアンオープン（オーベルストドルフ）                   | 2 61.72  | 2 116.52 | 2 178.24 |
| 2019年12月19日 - 22日 | 第88回全日本フィギュアスケート選手権（東京）                     | 6 65.92  | 8 115.42 | 8 181.34 |
| 2019年11月8日 - 10日  | ISUグランプリシリーズ 中国杯（重慶）                             | 6 61.73  | 7 106.36 | 7 168.09 |
| 2019年10月25日 - 27日 | ISUグランプリシリーズ スケートカナダ（ケロウナ）                 | 10 59.20 | 6 120.06 | 6 179.26 |
| 2019年9月25日 - 28日  | ISUチャレンジャーシリーズ ネーベルホルン杯（オーベルストドルフ） | 6 58.08  | 5 115.93 | 5 174.01 |

| 2018-2019 シーズン    |                                                                  |          |           |           |
| 開催日                | 大会名                                                           | SP       | FS        | 結果      |
| 2018年12月20日 - 24日 | 第87回全日本フィギュアスケート選手権（門真）                     | 18 52.75 | 15 111.48 | 15 164.23 |
| 2018年11月23日 - 25日 | ISUグランプリシリーズ フランス国際（グルノーブル）               | 4 65.37  | 6 123.24  | 6 188.61  |
| 2018年10月19日 - 21日 | ISUグランプリシリーズ スケートアメリカ（エバレット）             | 4 62.74  | 9 95.30   | 8 158.04  |
| 2018年9月26日 - 29日  | ISUチャレンジャーシリーズ ネーベルホルン杯（オーベルストドルフ） | 7 56.66  | 4 122.23  | 6 178.89  |

| 2017-2018 シーズン    |                                                                                |          |          |          |
| 開催日                | 大会名                                                                         | SP       | FS       | 結果     |
| 2018年2月22日 - 25日  | 2018年チャレンジカップ（ハーグ）                                               | 11 48.21 | 2 111.98 | 3 160.19 |
| 2017年12月20日 - 24日 | 第86回全日本フィギュアスケート選手権（調布）                                   | 6 66.65  | 9 126.72 | 7 193.37 |
| 2017年11月3日 - 5日   | ISUグランプリシリーズ 中国杯（北京）                                           | 6 66.90  | 5 131.42 | 5 198.32 |
| 2017年10月27日 - 29日 | ISUグランプリシリーズ スケートカナダ（レジャイナ）                             | 10 52.60 | 3 125.64 | 5 178.24 |
| 2017年10月7日         | 2017年ジャパンオープン（さいたま）                                             |          | 5 133.41 | 2 団体   |
| 2017年9月13日 - 17日  | ISUチャレンジャーシリーズ USインターナショナルクラシック（ソルトレイクシティ） | 1 66.90  | 1 131.52 | 1 198.42 |

| 2016-2017 シーズン    |                                                         |         |          |          |
| 開催日                | 大会名                                                  | SP      | FS       | 結果     |
| 2017年3月13日 - 19日  | 2017年世界ジュニアフィギュアスケート選手権（台北）      | 2 68.35 | 2 133.26 | 2 201.61 |
| 2017年2月4日 - 7日    | 第37回全国中学校スケート大会（長野）                    | 1 64.86 | 1 124.07 | 1 188.93 |
| 2016年12月22日 - 25日 | 第85回全日本フィギュアスケート選手権（門真）            | 4 67.52 | 5 128.59 | 4 196.11 |
| 2016年12月8日 - 11日  | 2016/2017 ISUジュニアグランプリファイナル（マルセイユ） |         |          | 棄権     |
| 2016年11月18日 - 20日 | 第84回全日本フィギュアスケートジュニア選手権（札幌）    | 2 64.86 | 6 111.37 | 3 176.23 |
| 2016年9月21日 - 24日  | ISUジュニアグランプリ リュブリャナ杯（リュブリャナ）    | 4 57.79 | 2 120.96 | 2 178.75 |
| 2016年9月9日 - 11日   | ISUジュニアグランプリ 横浜（横浜）                      | 5 55.47 | 1 128.64 | 2 184.11 |
| 2016年8月4日 - 7日    | 2016年アジアフィギュア杯 ジュニアクラス（マニラ）       | 3 57.26 | 1 116.41 | 1 173.67 |

| 2015-2016 シーズン    |                                                                    |          |          |          |
| 開催日                | 大会名                                                             | SP       | FS       | 結果     |
| 2016年3月14日 - 20日  | 2016年世界ジュニアフィギュアスケート選手権（デブレツェン）         | 2 66.11  | 1 126.87 | 1 192.98 |
| 2015年12月24日 - 27日 | 第84回全日本フィギュアスケート選手権（札幌）                       | 11 58.23 | 9 113.39 | 9 171.62 |
| 2015年12月9日 - 13日  | 2015/2016 ISUジュニアグランプリファイナル（バルセロナ）            | 3 63.69  | 3 114.95 | 3 178.64 |
| 2015年11月21日 - 23日 | 第84回全日本フィギュアスケートジュニア選手権（ひたちなか）         | 7 54.65  | 5 114.23 | 6 168.88 |
| 2015年10月7日 - 10日  | ISUジュニアグランプリ クロアチア杯（ザグレブ）                     | 3 57.92  | 1 123.30 | 1 181.22 |
| 2015年9月2日 - 6日    | ISUジュニアグランプリ コロラドスプリングス（コロラドスプリングス） | 1 61.05  | 4 95.39  | 2 156.44 |
| 2015年8月5日 - 8日    | 2015年アジアフィギュア杯 ジュニアクラス（バンコク）                | 1 48.47  | 3 84.21  | 2 132.68 |

| 2014-2015 シーズン    |                                                                |         |          |          |
| 開催日                | 大会名                                                         | SP      | FS       | 結果     |
| 2015年2月11日 - 15日  | 2015年ババリアンオープン ノービスクラス（オーベルストドルフ）  | 1 40.49 | 1 81.23  | 1 121.72 |
| 2014年11月22日 - 24日 | 第83回全日本フィギュアスケートジュニア選手権（新潟）           | 7 53.09 | 2 114.83 | 4 167.92 |
| 2014年10月24日 - 26日 | 第18回全日本フィギュアスケートノービス選手権 Aクラス（高槻市） |         | 2 95.44  | 2 95.44  |
| 2014年8月6日 - 10日   | 2014年アジアフィギュア杯 ノービスクラス（台北）                | 4 38.96 | 2 87.18  | 3 126.14 |

| 2013-2014 シーズン    |                                                                      |          |          |          |
| 開催日                | 大会名                                                               | SP       | FS       | 結果     |
| 2014年3月14日 - 16日  | 2014年プランタン杯 ノービスクラス（ルクセンブルク市）                | 2 34.34  | 1 71.37  | 2 105.71 |
| 2013年11月22日 - 24日 | 第82回全日本フィギュアスケートジュニア選手権（名古屋）               | 13 45.81 | 2 104.24 | 5 150.05 |
| 2013年10月25日 - 27日 | 第17回全日本フィギュアスケートノービス選手権 Aクラス（ひたちなか市） |          | 3 84.57  | 3 84.57  |
| 2013年8月8日 - 11日   | 2013年アジアフィギュア杯 ノービスクラス（バンコク）                  | 1 36.92  | 2 62.61  | 2 99.53  |

| 2012-2013 シーズン    |                                                                |         |         |          |
| 開催日                | 大会名                                                         | SP      | FS      | 結果     |
| 2013年3月27日 - 31日  | 2013年トリグラフトロフィー ノービスクラス（ブレッド）          | 1 42.73 | 1 82.03 | 1 124.76 |
| 2012年10月26日 - 28日 | 第16回全日本フィギュアスケートノービス選手権 Bクラス（京都市） |         | 1 90.41 | 1 90.41  |

| 2011-2012 シーズン    |                                                                  |         |         |         |
| 開催日                | 大会名                                                           | SP      | FS      | 結果    |
| 2012年3月8日 - 11日   | 2012年チャレンジカップ デブスクラス（ハーグ）                    | 1 32.77 | 1 64.76 | 1 97.53 |
| 2011年10月28日 - 30日 | 第15回全日本フィギュアスケートノービス選手権 Bクラス（西東京市） |         | 2 71.26 | 2 71.26 |

## プログラム使用曲
| シーズン  | SP | FS                                                                                 | EX |
| --------- | --- | ---------------------------------------------------------------------------------- | --- |
| 2023-2024 | Faded 振付：シェイ＝リーン・ボーン | Little Marmaid 振付：宮本賢二                                                      | |
| 2022-2023 | Assasin's Tango 作曲：ジョン・パウエル 振付：ローリー・ニコル | 映画『ムーランルージュ』より 振付：宮本賢二                                        | Rich Man’s Frug 振付：宮本賢二 |
| 2021-2022 | セヴン・ネイション・アーミー ボーカル：スコット・ブラッドリー＆ポストモダン・ジュークボックス 作曲：ジャック・ホワイト 振付：シェイ＝リーン・ボーンAssasin's Tango 作曲：ジョン・パウエル 振付：ローリー・ニコル | 映画『LOVERS』より 作曲：梅林茂 振付：ローリー・ニコル                             | |
| 2020-2021 | The Giving 作曲：マイケル・W・スミス 振付：マリナ・ズエワI'm an Albatraoz 曲：アーロンチュパ 振付：シェイ＝リーン・ボーン                                                                                        | 映画『ラ・ラ・ランド』より 作曲：ジャスティン・ハーウィッツ 振付：ローリー・ニコル | I'll Never Love Again 曲：レディー・ガガ 振付：ステファン・ランビエール |
| 2019-2020 | セヴン・ネイション・アーミー ボーカル：スコット・ブラッドリー＆ポストモダン・ジュークボックス 作曲：ジャック・ホワイト 振付：シェイ＝リーン・ボーン                                                              | 映画『ラ・ラ・ランド』より 作曲：ジャスティン・ハーウィッツ 振付：ローリー・ニコル | I'm an Albatraoz 曲：アーロンチュパ 振付：シェイ＝リーン・ボーン |
| 2018-2019 | セヴン・ネイション・アーミー ボーカル：スコット・ブラッドリー＆ポストモダン・ジュークボックス 作曲：ジャック・ホワイト 振付：シェイ＝リーン・ボーン                                                              | 映画『LOVERS』より 作曲：梅林茂 振付：ローリー・ニコル                             | I Really Like You 作曲：カーリー・レイ・ジェプセン 振付：キャシー・リード |
| 2017-2018 | The Giving 作曲：マイケル・W・スミス 振付：マリナ・ズエワ スマイル ボーカル：ナナ・ムスクーリ 振付：マリナ・ズエワ                                                                                               | トゥーランドット 作曲：ジャコモ・プッチーニ 振付：デヴィッド・ウィルソン           | タンゴ・ジェラシーとラ・クンパルシータ 作曲：ヤコブ・ゲーゼ / ヘラルド・ロドリゲス 振付：ジェフリー・バトル CRIME TALE 作曲：ディミー・キャット 振付：カタリナ・リンデン        |
| 2016-2017 | スマイル ボーカル：ナナ・ムスクーリ 振付：マリナ・ズエワ | 映画『ロミオとジュリエット』より 作曲：ニーノ・ロータ 振付：ジェフリー・バトル     | フラッシュダンス…ホワット・ア・フィーリング ボーカル：アイリーン・キャラ 振付：キャシー・リードスプリングソナタ 作曲：ルートヴィヒ・ヴァン・ベートーヴェン 振付：マリナ・ズエワ |
| 2015-2016 | スプリングソナタ 作曲：ルートヴィヒ・ヴァン・ベートーヴェン 振付：マリナ・ズエワ | 映画『ビートルジュース』より 作曲：ダニー・エルフマン 振付：トム・ディクソン       | ディーズ・ブーツ・アー・メイド・フォー・ウォーキン 演奏：オリヴィア・ホルト |
| 2014-2015 | ミュージカル『ビリオンダラー・ベイビー』より 作曲：モートン・グールド 振付：トム・ディクソン | オペラ『蝶々夫人』より 作曲：ジャコモ・プッチーニ 振付：トム・ディクソン           | ディーズ・ブーツ・アー・メイド・フォー・ウォーキン 演奏：オリヴィア・ホルト |
| 2013-2014 | Manbo | エリーゼのために 作曲：ルートヴィヒ・ヴァン・ベートーヴェン                        | 映画『フォー・ルームス』より 作曲：コンバスティブル・エディソン |
| 2011-2012 | | 映画『ピノッキオ』より 作曲：ニコラ・ピオヴァーニ                                  | |

## 表彰歴
- 2016年4月4日 - 京都市スポーツ栄誉賞[63]
- 2016年4月7日 - 京都府スポーツ賞[64]
- 2017年1月16日 - 関西スポーツ賞[65]
- 2017年4月11日 - 京都府スポーツ賞[66]

## 出演

### テレビドラマ
- スケート靴の約束（2013年12月25日、テレビ愛知） - 坂井昌美 役

### テレビ番組
- すぽると!（2024年3月31日 - 、フジテレビ）[67]　-月曜日〈隔週〉

### ドキュメンタリー
- あたしたちの金メダル ～天才少女と家族の選択～（2014年9月13日、関西テレビ）
- あたしたちの金メダル'15 挑戦 女優・本田望結と真凜 天才フィギュア姉妹に密着528日（2015年12月26日、関西テレビ）
- わたしたちの金メダル'16 決意（2016年12月29日、関西テレビ）
- アスリートの魂「16歳“真のアスリート”へ フィギュアスケート・本田真凜」（2017年12月16日、NHK）
- 本田真凜 涙の奥に～夢追う軌跡に密着1265日～（2017年12月31日、関西テレビ）[25]

### バラエティ
- 世界の果てまでイッテQ!（2023年3月5日、日本テレビ）スウェーデンのルーレオで凍った海面を整えて特製スケートリンクを作り、特別版ショートプログラム「The Giving」を披露。エレメンツの実施構成は、次の通り。2T/StSq/FCSp/ChSq/2T+2T+2T/LSp

### 映画
- カラダ探し THE LAST NIGHT（2025年9月5日公開予定） - 木下有紗 役[56][68]

### 吹き替え
- ゴーストバスターズ/フローズン・サマー（2024年） - メロディ 役（エミリー・アリン・リンド）[69][70]

### CM
- シャープ「AQUOS 4K」（2014年）
- ロッテアイス 「ガーナアイス」（2016年）[71]
  - 「Ghana×アイス」篇（2016年9月23日 - ）[72]
- ロッテ「ガーナ」（2017年）[73]
  - ガーナミルクチョコレート 「真っ赤って、ときめき。本田真凜スケート」篇（2017年10月29日 - ）[74]
- 読売新聞（2017年）[13][注 5]
- タウングループ/タウンハウジング
  - 「明るい未来へ」篇・「夢見る人応援隊」篇（2020年12月28日 - ）[75]
  - 「踊って応援」篇（2021年12月 - ）

### Web CM
- パイレーツ・オブ・カリビアン/最後の海賊（2017年）[76][77]
- コーセー（2017年）[78][79]

## 書籍

### 写真集
- 1st写真集（2025年8月21日、講談社）ISBN 9784065404249[80]

## スポンサー
- アクアバンク（2016年11月 - ）[81]
- 日本航空（2016年11月 - ）[82]
- プリンスホテル（2016年12月 - ）[83]